# Spoorbrug Val Benoît
De Spoorbrug Val Benoît (Pont-rails du Val-Benoît) is een spoorwegbrug in Luik. De liggerbrug overspant de N617, de Maas en de N90. De brug heeft vier brugpijlers waarvan er twee in de rivierbedding van de Maas liggen. De brug is een deel van spoorlijn 37 van Luik-Guillemins naar Hergenrath (grens). Op de spoorbrug is plaats voor vier sporen en een voetgangerstraject.
In het spoorwegnet ligt de brug tussen Liège-Guillemins-Faisceau aan kilometerpaal 0,917 en de Y Val-Benoît aan kilometerpaal 1,252. Aan dat spoorknooppunt begint het eigen traject van spoorlijn 40 Luik - Maastricht en van spoorlijn 125A.
Deze brug leidt de spoorlijn 37 (van Luik naar Aken) over de Maas. Ook spoorlijn 40 (naar Maastricht) en spoorlijn 125A (richting Namen) maken gebruik van deze brug.

## Geschiedenis
In 1837 eindigde het spoor naar Luik op het Station Ans. De toenmalige treinen konden de helling van het Haspengouws Plateau naar het Maasdal namelijk niet trotseren. In 1842 werden de Hellende Vlakken van Luik aangelegd en ook het Station Luik-Guillemins kwam toen tot stand. De spoorlijn werd doorgetrokken naar Duitsland en daartoe werd in 1842 ook de eerste Spoorbrug van Val-Benoît aangelegd. Deze verbond het gebied van de voormalige Abdij van Val-Benoît met Angleur-Kinkempois.
Deze 150 meter lange brug was niet alleen voor de treinen, maar ook voor voetgangers en karren toegankelijk. Dezen moesten tol betalen, welke na protesten in 1845 werd opgeheven.
Na verzakkingen aan de landhoofden en pijlers, ten gevolge van mijnschade, wilde men in 1892 een nieuwe brug bouwen. De plannen gingen niet door, maar de brug werd gestabiliseerd door middel van beton-injecties. In 1926 werd een vierdubbel spoor aangelegd, en het langzaam verkeer kreeg een loopbrug die er naast werd gebouwd.
In 1935 werd opnieuw een brug gebouwd, nu van metaal, een zogenaamde Vierendeelbrug. Toen het Belgische leger uit voorzorg al springladingen plaatste voor het geval een Duitse invasie zou plaatsvinden, kwamen deze voortijdig (augustus 1939) tot ontploffing.
In 1942 kwam een nieuwe brug tot stand, welke echter in 1944 door de geallieerden werd gebombardeerd.
Uiteindelijk kwam, vlak na de Tweede Wereldoorlog, de vierde brug gereed. Ook deze was viersporig.